# Pedro Rocha
Pedro Rocha (n. 3 decembrie 1942, Salto, Uruguay – d. 2 decembrie 2013, São Paulo, São Paulo, Brazilia) a fost un fotbalist uruguayan.
În cariera sa, Rocha a evoluat la Peñarol și São Paulo. Între 1961 și 1974, Rocha a jucat 54 de meciuri și a marcat 17 goluri pentru echipa națională a Uruguayului. Rocha a jucat pentru naționala Uruguayului la patru Campionate Mondiale: în 1962, 1966, 1970 și 1974.

## Statistici
| Uruguay | Uruguay | Uruguay |
| An      | Meciuri | Goluri  |
| ------- | ------- | ------- |
| 1961    | 1       | 0       |
| 1962    | 6       | 0       |
| 1963    | 2       | 0       |
| 1964    | 0       | 0       |
| 1965    | 9       | 5       |
| 1966    | 7       | 1       |
| 1967    | 10      | 8       |
| 1968    | 8       | 1       |
| 1969    | 5       | 1       |
| 1970    | 3       | 1       |
| 1971    | 0       | 0       |
| 1972    | 0       | 0       |
| 1973    | 0       | 0       |
| 1974    | 3       | 0       |
| Total   | 54      | 17      |